# Ibrāhīm Lodī
Ibrāhīm Lōdī (in pashtu ابراهیم لودي‎; in hindī इब्राहिम लोधी; Delhi, 1480 – Panipat, 21 aprile 1526) è stato un sultano indiano.

## Biografia

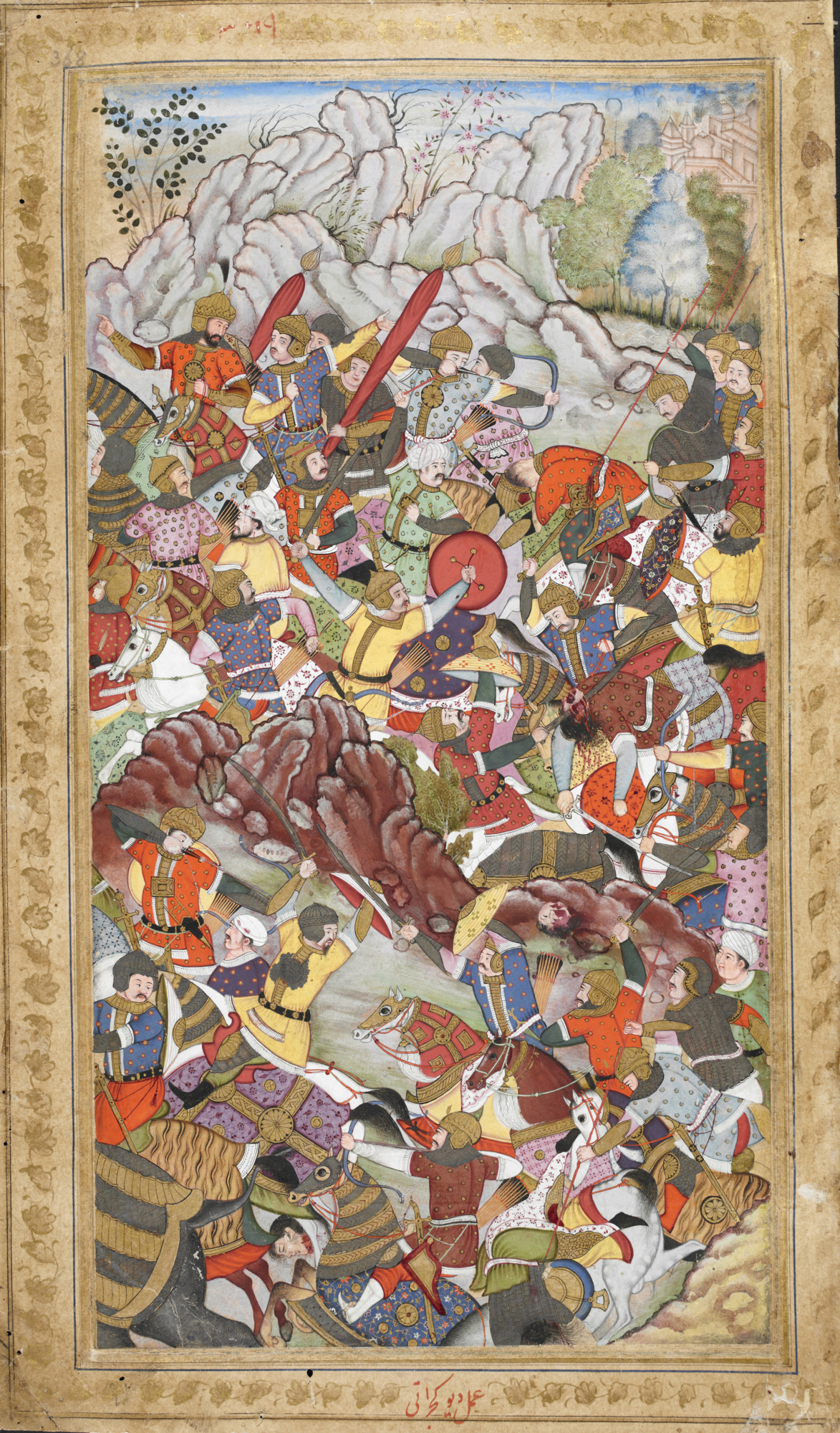
Miniatura della prima battaglia di Panipat contro Bābur.

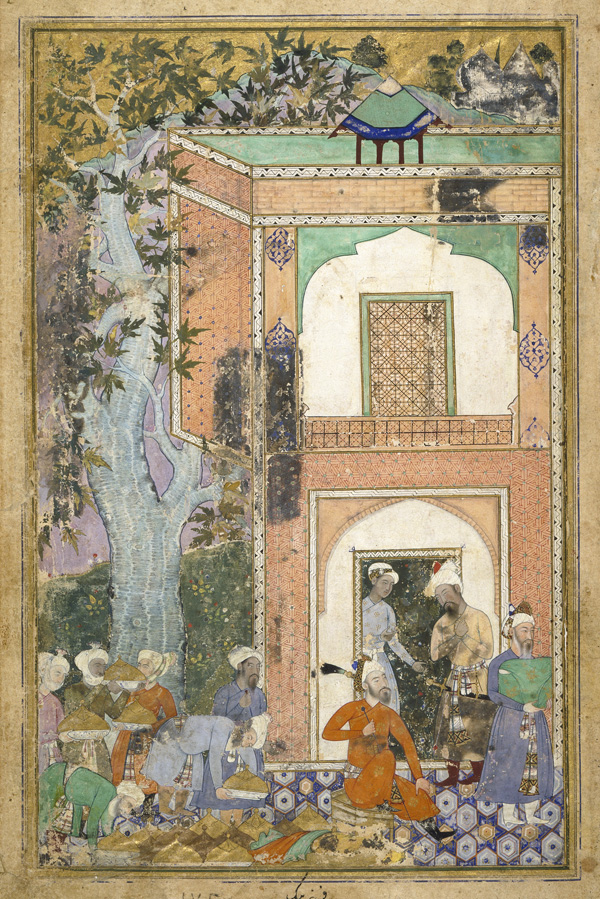
L'ingresso di Babur nel palazzo

Fu uno dei regnanti della dinastia Lōdī (o Lōdhī) e fu l'ultimo sovrano del Sultanato di Delhi in India. Era afgano della tribù Ghilzai, dell'etnia Pashtun, e regnò su gran parte del nord dell'India dal 1517 al 1526, quando fu sconfitto dall'esercito del Imperatore moghul Babur.

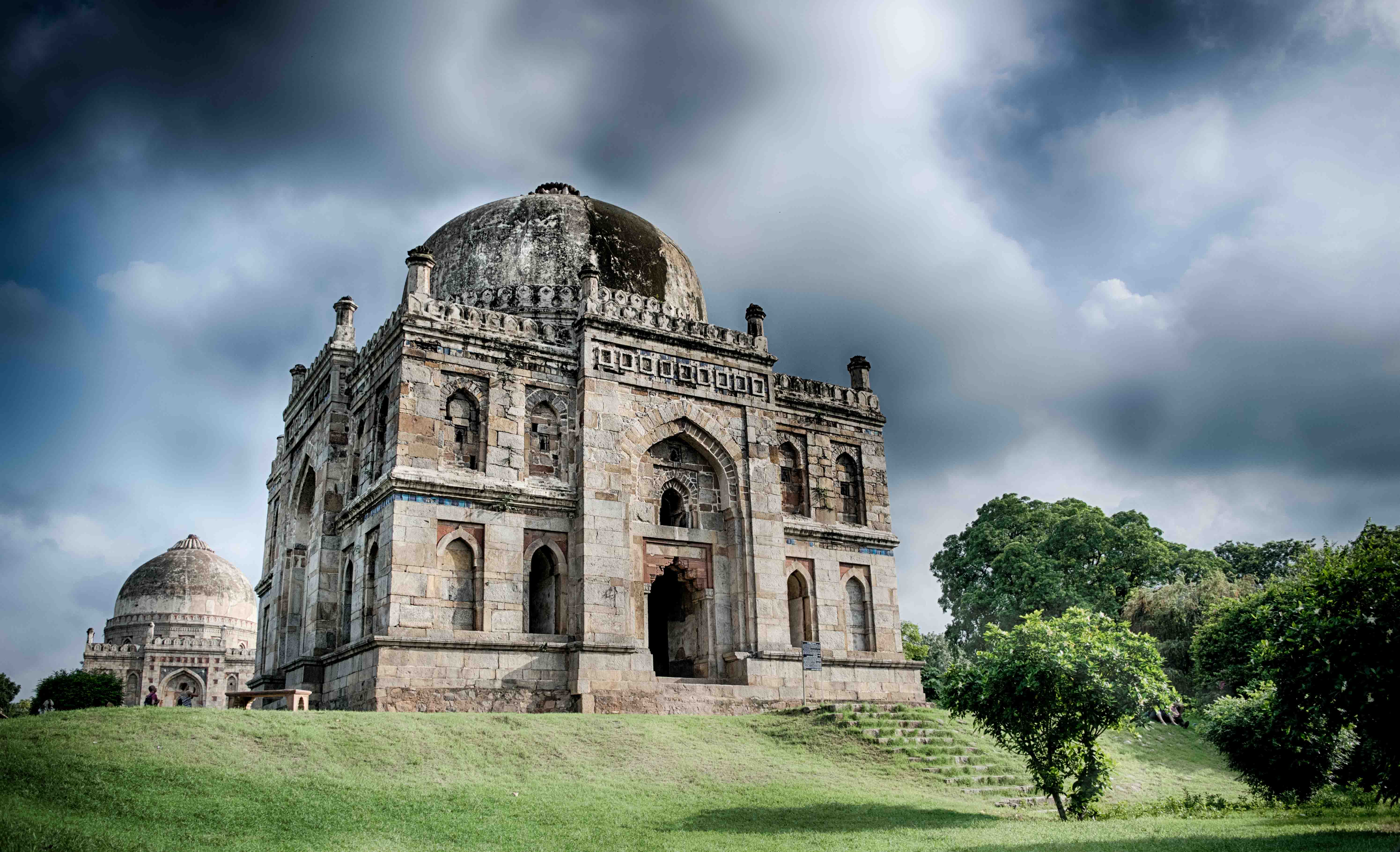
la Shisha Gumbad (Piccola cupola), a Delhi.

Ibrāhīm Lōdī salì al trono dopo la morte di suo padre, Sikandar Lōdī, ma non possedeva le capacità di governo del padre. Dovette affrontare una serie di ribellioni. Il sovrano del Mewar, Rana Sanga, estese il suo impero fino all'occidentale Uttar Pradesh e minacciò di attaccare Agra. Si ebbero anche rivolte in Oriente. 
Ibrāhīm Lōdī osteggiò anche la nobiltà quando sostituì i comandanti anziani con altri più giovani che erano a lui fedeli. Era temuto e detestato dai suoi sudditi, tanto che la nobiltà afgana - e in prima persona il governatore di Lahore Dawlat Khān Lōdhī - decise di esortare Bābur a invadere i suoi domini.
Ibrāhīm morì nella Prima battaglia di Panipat, in cui l'artiglieria di Bābur e la diserzione dei suoi soldati ne decretarono la sconfitta, nonostante il numero preponderante di effettivi del suo esercito.

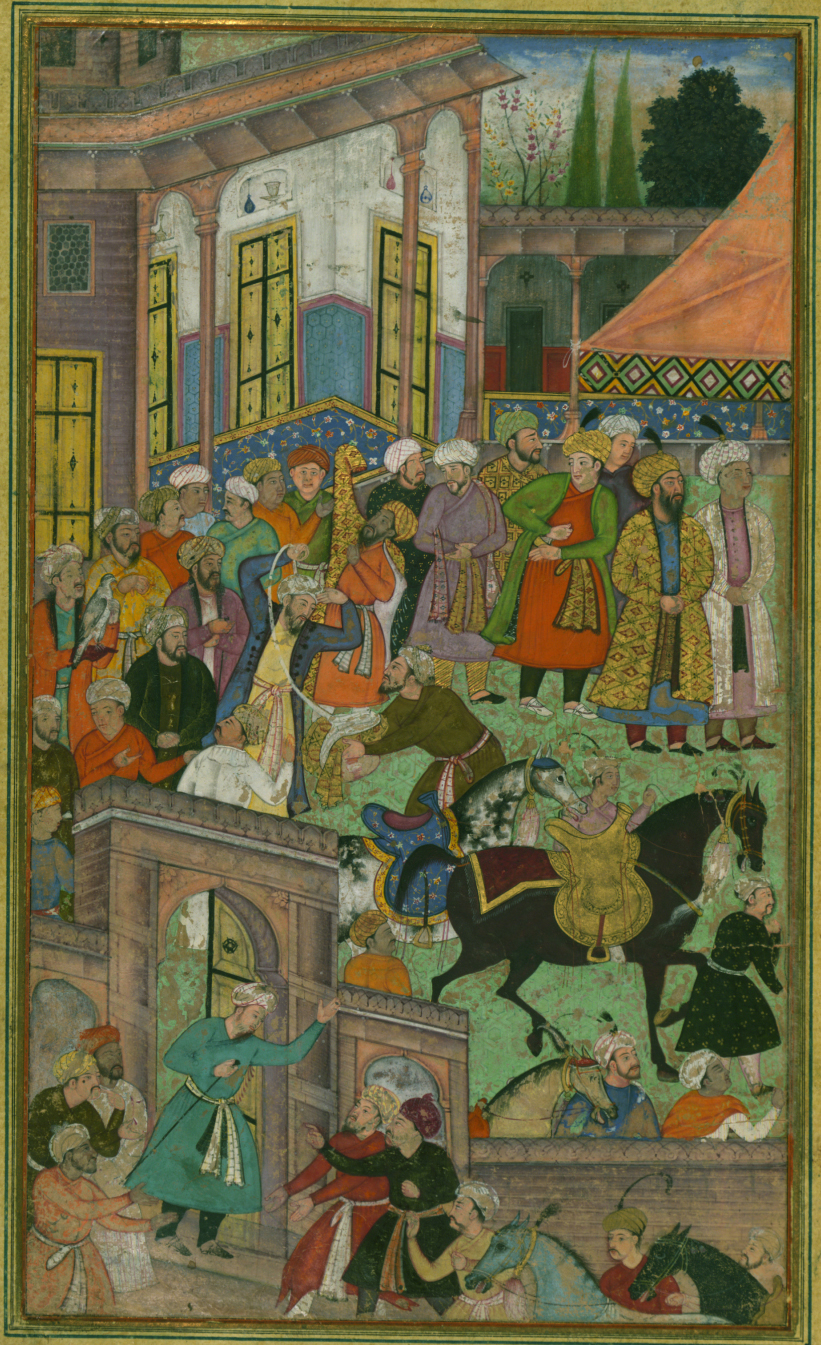
Una cerimonia di consegna di onorificenze alla corte del sultano Ibrāhīm, prima della partenza per una spedizione a Sambhal

## Tomba
La sua tomba è spesso scambiata per quella presente nello Shisha Gumbad (Piccola Cupola) - di fronte al Bara Gumbad (Grande Cupola) - nei Giardini di Lodi a Delhi, ma in realtà è situata in prossimità dell'ufficio tehsil a Panipat, vicino alla Dargah del santo sufi Bu Ali Shah Qalandar. Si tratta di una semplice struttura rettangolare su una piattaforma elevata accessibile da una scalinata.
Nel 1866, i britannici restaurarono la tomba e aggiunsero una scritta che menzionava la sconfitta di Ibrāhīm Lōdī per mano di Bābur, al fine di sminuire la fama del Sultano, malgrado Bābur non avesse mai espresso sentimenti di disprezzo per l'ultimo Sultano di Delhi.